# Béla Bakosi
Béla Bakosi (ur. 18 czerwca 1957 w Kemecse) – węgierski lekkoatleta, trójskoczek, sześciokrotny medalista halowych mistrzostw Europy.
Zajął 15. miejsce w trójskoku na mistrzostwach Europy w 1978 w Pradze oraz 5. miejsce w tej konkurencji na halowych mistrzostwach Europy w 1979 w Wiedniu.
Zwyciężył w trójskoku na halowych mistrzostwach Europy w 1980 w Sindelfingen, wyprzedzając reprezentantów Związku Radzieckiego Jaaka Uudmäe i Hennadija Kowtunowa. Zajął 7. miejsce na igrzyskach olimpijskich w 1980 w Moskwie. Zdobył srebrny medal na letniej uniwersjadzie w 1981 w Bukareszcie. Zajął 5. miejsce w zawodach pucharu świata w 1981 w Rzymie.
Ponownie zdobył złoty medal na halowych mistrzostwach Europy w 1982 w Mediolanie, znów przed zawodnikami radzieckimi Hienadzijem Walukiewiczem i Mykołą Musijenko. Na mistrzostwach Europy w 1982 w Atenach wywalczył brązowy medal, za Keithem Connorem z Wielkiej Brytanii i Wasilijem Griszczenkowem z ZSRR. Również na halowych mistrzostwach Europy w 1983 w Budapeszcie zdobył brązowy medal, przegrywając z Musijenko i Walukiewiczem. Zajął 7. miejsce na mistrzostwach świata w 1983 w Helsinkach.
Zdobył brązowe medale na halowych mistrzostwach Europy w 1984 w Göteborgu (za Hryhorijem Jemeciem z ZSRR i Vlastimilem Mařincem z Czechosłowacji) i na halowych mistrzostwach Europy w 1986 w Madrycie (za zawodnikami radzieckimi Mārisem Bružiksem i Władimirem Plechanowem), zaś na halowych mistrzostwach Europy w 1988 w Budapeszcie wywalczył srebrny medal, rozdzielając reprezentantów ZSRR Olega Sakirkina i Wasifa Asadowa. Ustanowił wówczas halowy rekord Węgier skokiem na odległość 17,25 m. Był zgłoszony do konkursu trójskoku na igrzyskach olimpijskich w 1988 w Seulu, lecz w nim nie wystąpił. Odpadł w kwalifikacjach na halowych mistrzostwach świata w 1989 w Budapeszcie.
Bakosi był mistrzem Węgier w trójskoku w latach 1979–1982 i 1984–1987 oraz w skoku w dal w 1979, a w hali triumfował w trójskoku  w 1980 i 1982.
Sześciokrotnie poprawiał rekord Węgier w trójskoku na otwartym stadionie doprowadzając go do wyniku 17,23 m, uzyskanego 29 lipca 1985 w Budapeszcie. Rekord ten został poprawiony dopiero w 1998 przez Zsolta Czinglera.
Jego syn Péter Bakosi (ur. w 1993) odnosił sukcesy w skoku wzwyż. Był mistrzem Węgier w tej konkurencji w latach 2013–2018.